# Åsa-Hanna
Åsa-Hanna är en roman av den svenska författaren Elin Wägner. Den publicerades 1917 i tidningen Idun som en följetong med titeln Vansklighetens land och utgavs samma år i bokform i Iduns romanbibliotek. Året därpå utkom den med några ändringar under titeln Åsa-Hanna. Helena Forsås-Scott har hävdat att romanen allmänt anses vara Wägners främsta verk.
Filmatiseringen Åsa-Hanna hade premiär 1946.

## Handling
Romanen utspelar sig på en bondgård i Småland och handlar om Hanna som mot sin vilja blir bortgift med bonden Franse i Mellangården. Franse och hans släkt har dåligt rykte i bygden och efter bröllopet får hon veta deras hemlighet: farfar tog de livet av genom en åderlåtning som medvetet inte stoppades i tid. Hanna hamnar i ett moraliskt dilemma: skall hon avslöja det hon vet eller ska hon hålla tyst för att därigenom göra släkten respektabel igen?
Titeln på följetongen, Vansklighetens land, kommer från Johan Olof Wallins psalm Så vandra vi all: "I detta vansklighetens land / du fåfängt lyckan söker ".